# 風雲維新ダイ☆ショーグン
『風雲維新ダイ☆ショーグン』（ふううんいしんダイショーグン）は、J.C.STAFFとA･C･G･Tの制作による日本のテレビアニメ作品。2014年4月から6月にかけてTOKYO MXほかにて放送された。
本項では、前身に当たるメディアミックス企画『艶華王道ダイ☆ショーグン』（えんかおうどうダイショーグン）についても記述する。

## 概要
企画・原案は『CAT SHIT ONE -THE ANIMATED SERIES-』の笹原和也、監督は『フリージング』『一騎当千』『スレイヤーズ』の渡部高志、シリーズ構成は『交響詩篇エウレカセブン』の佐藤大、キャラクター原案は山下しゅんや、キャラクターデザインは飯島弘也、メカニックデザインはニトロプラスの石渡マコト、アニメーション制作はJ.C.STAFFとA・C・G・Tが担当する。
古来から巨大ロボットが存在するパラレルワールドの江戸時代後期、黒船来航が巨大ロボットによって失敗したために明治維新が起こらなかった日本で、童貞の主人公が巨大ロボットと共に織り成すヒロインとの恋愛活劇を描く。
アニメーターの手描きによる人物と3DCGによるメカを組み合わせる点では2014年の同時期における他作品とほぼ同様であるが、前者については他作品と異なり動画枚数を極力抑えて止め絵に口パクやパンだけで済ませたり、モーフィングで変形処理している部分が散見される。
キャッチコピーは、「童貞だから、天下一の男になれるんだ!」。
インターネット上では、笹原が取締役を勤めていたアニマのメディアミックス企画『艶華王道ダイ☆ショーグン』が前身であることが指摘されている。詳細は#艶華王道ダイ☆ショーグンを参照。なお、2016年4月1日には笹原がその旨や経緯をおたぽるのインタビューで答えたほか、フル3DCGでのリブート作品『風雲維新ダイショーグン Reboot』を制作するため、Kickstarterによるクラウドファンディングに入っていることを明かしている。

## プロモーション
2013年12月26日に公式サイトが開設され、概要やスタッフ、キービジュアル第1弾がそれぞれ公開された。
2014年3月5日にはTOKYO MXでの放送開始予定日、メインキャラクター設定、メイン声優、イメージボードがそれぞれ発表された。同年3月19日には公式サイトがリニューアルされ、TOKYO MXと各局での放送日時が発表された。同年3月22日、23日には『AnimeJapan 2014』内のKADOKAWAブースで、企画・原案を担当した笹原和也、オープニングテーマを歌うKyoco、エンディングテーマを歌う藏合紗恵子が登壇し、MCをブリドカットセーラ恵美が務めるトークショーが開催された。また、同年3月29日には東京都内某所でKyocoと藏合紗恵子に加えて百助役の声優の荻原秀樹が登壇し、MCを白石稔が務める放送開始直前スペシャルイベントが開催された。

## 登場人物
徳川 慶一郎（とくがわ けいいちろう）
声 - 柿原徹也
主人公。長崎のとある湯屋で育った青少年。毎日、ケンカに明け暮れていつの間にか長崎を制圧。ゴロツキ全員舎弟となるが、それでも心は満たされなく、ケンカ腰になってもだれも相手にする者はいなかった。その時、服部霧子という女性と巡り合うが、知りもしない事件に巻き込まれ挙句の果てに殺人犯などということまでエスカレートし、岡っ引きの同心親分に目をつけられる。
身の潔白を証明するために、霧子を探し回っていた時、謎の刺客に命を狙われていることを霧子および育ての親のおばばから聞き、徳川家の家紋が書かれた印籠を渡され、オニガミ＝スサノオに乗り込み、刺客側のオニガミと闘う。そして、霧子とちはると兵庫をパートナーとして迎えている。
服部 霧子（はっとり きりこ）
声 - 川澄綾子
メインヒロイン。慶一郎に仕えるくノ一。当初はさまざまな行き違いがあり、慶一郎に濡れ衣を着せるという最悪な出会いだったが、彼に自分の胸を揉ませたことで、自分が探していた徳川将軍の子であることを確信し、突如現われた刺客から彼を護る行動に出る。
性格は真面目で、徳川の血を引く慶一郎に江戸に来ていただくようお願いしているが、なかなか聞き入れてもらえない。しかも、自分は慶一郎と共にスサノオを動かすために送り込まれたパートナーでもあったが、その役目をちはるに最初に奪われてしまった。しかし、慶一郎にかけられた呪いを解くために、寝ているスキにこっそり接吻。いうなれば、慶一郎のファーストキスを奪った。それからは、慶一郎との関係が深くなり、法光院が蒸気傀儡の夜叉鬼に乗って現れたと同時に、スサノオに乗り込み、見事３人目のパートナーとなったが、法光院の精神攻撃をまともに受けてしまい、スサノオを暴走させてしまうのであった。

ちはる
声 - 田村ゆかり
ヒロイン。 妖狐と人間の混血少女。尻尾が特徴。感情が高ぶると、耳が現われる。普段はかわいいが、怒ると慶一郎の次におっかない。楽茶屋･新鉢屋の人気娘。
慶一郎とは長崎丸山で出会い、彼から指名され相手をしたが、霧子との内輪モメ中に財布を掏る。半妖怪のせいで、いろいろと辛い過去を辿ってきて、かなりの人間不信に陥っていたが、慶一郎の言葉で心を動かされ、新鉢屋を辞め、お富が営む湯屋で住み込みで働くこととなった。それからは、慶一郎にいろいろとアタックし続けたが、霧子によく止められる。のちに霧子が勤めるはずだったスサノオのパートナーを最初に果たしてしまった。
百助（ひゃくすけ）
声 - 荻原秀樹
慶一郎の弟分。派手なリーゼント頭をした男。
浅井 兵庫（あさい ひょうご）
声 - 日笠陽子
ヒロイン。男装の女剣士（湯屋を手伝った時は、女装していた）。父を殺した相手に復讐するために旅をしていた過程で慶一郎と出会い、誤解から慶一郎を仇と思い込む。しかし紆余曲折を経て誤解が解けた後は慶一郎達の仲間となった。新選組との戦いではスサノオに乗り込み慶一郎の二人目のパートナーとなる。
由利原 埋火（ゆりはら まいか）
声 - 小林ゆう
海賊の頭領
お富（おとみ）
声 - 横尾まり
慶一郎の育ての親にして、湯屋「桜湯」の女主人。慶一郎と百助にはおばばと呼ばれている。
法光院（ほうこういん）
声 - 沢城みゆき
慶一郎の前に立ち塞がる謎の美女。遊び人を次々と殺してきた真犯人。相手が男であろうと女であろうと自分の性欲を満たしてくれるならだれでも抱く。そして、オニガミ戦でも、自分を熱くしてくれる相手＝スサノオを気に入り、心置きなく戦い合うことを望んでいる。
一橋 重義（ひとつばし しげよし）
声 - 子安武人
かつて幕府の命令で、日本に接近する黒船を次々と撃退した鬼神＝武御雷を操る武将だったが、仕えるべき将軍がすでに亡くなっているということを知り、公開処刑時にそのことを城にいる一同の者に真実を告げた。そして、新撰組に助けられたと同時に共に幕府に反旗を翻し、新撰組よって惨殺された城の家臣達の血の池から、武御雷を呼び出す。
近藤 勇
声 - 美名
土方 歳三
声 - ブリドカットセーラ恵美
沖田 総司
声 - 藏合紗恵子
同心親分
声 - 高岡瓶々
虎丸
声 - 鶴岡聡
股蔵
声 - 田村真
桜木
声 - 西明日香
龍二
声 - 加藤清司
つばき
声 - 味里
井伊直弼
声 - 茶風林
松平
声 - てらそままさき
捨丸（すてまる）
声 - 逢坂良太

## 登場メカ

### 鬼神
「オニガミ」と読む。日本古来の巨大ロボット。
スサノオ
慶一郎が搭乗する鬼神。同乗するパートナーによって形状が変化する機能を有している。
サナギスサノオ
慶一郎が一人で搭乗した時の基本形態。
スサノオ爆竜獣神
慶一郎とちはるが搭乗した時の形態。人型から離れた獣のような容姿となる。
スサノオ閃光風神
慶一郎と兵庫が搭乗した時の形態。二刀流を用い、高速戦術を得意とする。
スサノオ轟天雷神
慶一郎と霧子が搭乗した時の形態。汎用性に優れ、様々な状況に対応できる。必殺技は拳に雷を纏って炸裂させる天雷拳。
武御雷
重義が搭乗する鬼神。

### 蒸気傀儡
鬼神を模倣して作られた人型兵器
斬鬼
蒸気傀儡の中でも数多く存在する量産機。カラーバリエーションが存在する。
デク
一般流通している蒸気傀儡。
夜叉鬼
法光院が搭乗する蒸気傀儡。量産機を大きく凌駕する性能を持っている。

## スタッフ
- 原作 - Project-D[15]
- 企画原案 - 笹原和也 (ILCA) [15]
- 監督 - 渡部高志[15]
- シリーズ構成 - 佐藤大[15]
- キャラクター原案 - 山下しゅんや[15]
- メカニックデザイン原案 - 石渡マコト（ニトロプラス）[15]、松本秀幸、DKSN、高木正文
- キャラクターデザイン - 飯島弘也[15]
- プロップデザイン - 川原智弘
- シーンデザイナー - 須賀重行、松本文男、上津康義、横田耕三、鈴木信一、きむらひでふみ、西尾公伯、垪和等、古澤貴文、安藤正浩
- コンセプトアート - 大屋和博
- 美術監督 - 柴田千佳子[15]
- 色彩設計 - 西表美智代[15]
- CGプロデューサー - 松浦裕暁
- CGディレクター - 今義和
- 撮影監督 - 大河内喜夫
- 編集 - 西山茂
- 音響監督 - 本山哲[15]
- 音楽・音楽制作協力 - バンダイナムコスタジオ
- 音楽制作 - 日本コロムビア[15]
- 音楽プロデューサー - 植村俊一
- 企画・エグゼクティブプロデューサー - 安田猛
- プロデューサー - 田村淳一郎、立崎孝史、松倉友二
- アニメーションプロデューサー - 大橋正夫、安部正次郎
- アニメーション制作 - J.C.STAFF[15]、A・C・G・T[15]
- 製作 - 「ダイショーグン」製作委員会

## 主題歌
オープニングテーマ「タマシイRISES」（第1話 - 第5話、第7話 - ）
作詞 - ヤスカワショウゴ / 作曲 - 岡部啓一（MONACA） / 編曲 - 石濱翔（MONACA） / 歌 - Kyoco
第6話では未使用。
エンディングテーマ「UPON A STAR」（第2話 - 第5話、第7話 - ）
作詞・作曲 - Tak,OHARA / 編曲 - 水野大輔 / 歌 - 藏合紗恵子
第1話、第6話では未使用。

## 各話リスト
| 話数     | サブタイトル                    | 脚本            | 絵コンテ                      | 演出       | 作画監督                                       | 総作画監督 |
| -------- | ------------------------------- | --------------- | ----------------------------- | ---------- | ---------------------------------------------- | ---------- |
| 第一話   | 世継ぎ騒乱、慶一郎登場!         | 武田無我        | 渡部高志                      | 山内東生雄 | 福世孝明、西尾公伯                             | 飯島弘也   |
| 第二話   | 扇情の花街、妖狐のちはる!       | 福島直浩        | 渡部高志                      | 石田暢     | 岩岡優子、松本文男                             | 西尾公伯   |
| 第三話   | 倒錯の性魔、法光院襲来!         | 福島直浩        | 羽多野浩平                    | 羽多野浩平 | 福世孝明、飯飼一幸 岩岡優子、山口飛鳥 川島尚   | 福世孝明   |
| 第四話   | スサノオ強奪、苛烈なる浅井兵庫! | 武田無我        | 中村憲由、高田耕一 羽多野浩平 | 小野佑樹   | 佐々木一浩、飯飼一幸 川島尚、西尾公伯 松本文男 | 西尾公伯   |
| 第五話   | 長崎晩夏、灯篭流しの夜に        | 福島直浩        | 高田耕一                      | 山内東生雄 | 福世孝明、岩岡優子 飯飼一幸、木下由美子 川島尚 | 福世孝明   |
| 第六話   | 大乱の重義、江戸鮮血開城!       | 武田無我 佐藤大 | 羽多野浩平 渡部高志           | 小野佑樹   | 西尾公伯、岩岡優子 松本文男                    | 西尾公伯   |
| 第七話   | 情熱の忍者、血の新撰組          | 福島直浩        | 鎌仲史陽                      | 鎌仲史陽   | 福世孝明、岩岡優子 飯飼一幸、案浦達哉          | 福世孝明   |
| 第八話   | 出島の夜明け、天下一の拳ぜよ!   | 佐藤大          | 岡村正弘                      | 岡村正弘   | 西尾公伯、松本文男                             | 西尾公伯   |
| 第九話   | 桜湯恋慕模様                    | 福島直浩        | 平野俊貴                      | 羽多野浩平 | 杉村友和、丸山修二                             | 福世孝明   |
| 第十話   | 暴走の果て、決意の二人          | 武田無我 佐藤大 | 石田暢、中村憲由 渡部高志     | 羽多野浩平 | 松本文男、飯飼一幸 川島尚、西尾公伯            | 西尾公伯   |
| 第十一話 | 鬼神導きて、運命を別つ!         | 福島直浩        | 羽多野浩平                    | 羽多野浩平 | 松本文男、飯飼一幸 岩岡優子、川島尚 福世孝明   | 福世孝明   |
| 第十二話 | 雷雲切り裂け、スサノオ豪天雷神! | 佐藤大          | 渡部高志                      | 渡部高志   | 松本文男、福世孝明 岩岡優子、西尾公伯          | 西尾公伯   |

## 放送局
| 放送地域 | 放送局        | 放送期間                | 放送日時                     | 放送系列       | 備考             |
| -------- | ------------- | ----------------------- | ---------------------------- | -------------- | ---------------- |
| 東京都   | TOKYO MX      | 2014年4月10日 - 6月26日 | 木曜 1:35 - 2:05（水曜深夜） | 独立局         |                  |
| 兵庫県   | サンテレビ    | 2014年4月10日 - 6月26日 | 木曜 2:00 - 2:30（水曜深夜） | 独立局         |                  |
| 日本全域 | BS11          | 2014年4月11日 - 6月27日 | 金曜 3:00 - 3:30（木曜深夜） | BS放送         | 『ANIME+』枠     |
| 京都府   | KBS京都       | 2014年4月12日 - 6月28日 | 土曜 1:00 - 1:30（金曜深夜） | 独立局         |                  |
| 三重県   | 三重テレビ    | 2014年4月12日 - 6月28日 | 土曜 1:50 - 2:20（金曜深夜） | 独立局         |                  |
| 埼玉県   | テレ玉        | 2014年4月14日 - 6月30日 | 月曜 0:30 - 1:00（日曜深夜） | 独立局         |                  |
| 千葉県   | チバテレ      | 2014年4月14日 - 6月30日 | 月曜 0:30 - 1:00（日曜深夜） | 独立局         |                  |
| 神奈川県 | tvk           | 2014年4月14日 - 6月30日 | 月曜 0:30 - 1:00（日曜深夜） | 独立局         |                  |
| 岐阜県   | 岐阜放送      | 2014年4月16日 - 7月2日  | 水曜 1:00 - 1:30（火曜深夜） | 独立局         |                  |
| 福岡県   | TVQ九州放送   | 2014年4月16日 - 7月2日  | 水曜 3:05 - 3:35（火曜深夜） | テレビ東京系列 |                  |
| 日本全域 | GYAO!         | 2014年4月17日 - 7月3日  | 木曜 0:00 更新（水曜深夜）   | ネット配信     |                  |
| 日本全域 | dアニメストア | 2014年4月17日 - 7月3日  | 木曜 12:00 更新              | ネット配信     |                  |
| 日本全域 | AT-X          | 2015年3月15日 -         | 日曜 18:30 - 19:00           | CS放送         | リピート放送あり |

## BD / DVD
| 巻 | 発売日         | 収録話          | 規格品番  | 規格品番   |
| 巻 | 発売日         | 収録話          | BD限定版  | DVD限定版  |
| -- | -------------- | --------------- | --------- | ---------- |
| 1  | 2014年6月27日  | 第1話 - 第2話   | KAXA-7091 | KABA-10252 |
| 2  | 2014年7月25日  | 第3話 - 第4話   | KAXA-7092 | KABA-10253 |
| 3  | 2014年8月29日  | 第5話 - 第6話   | KAXA-7093 | KABA-10254 |
| 4  | 2014年9月26日  | 第7話 - 第8話   | KAXA-7094 | KABA-10255 |
| 5  | 2014年10月31日 | 第9話 - 第10話  | KAXA-7095 | KABA-10256 |
| 6  | 2014年11月28日 | 第11話 - 第12話 | KAXA-7096 | KABA-10257 |

## 漫画
『ファミ通コミッククリア』にて、松本ちはやの作画により2014年5月28日から2015年3月6日まで連載された。単行本は全1巻。

## パチンコ
CR風雲維新ダイショーグン（2014年7月、大一商会）
大一商会はアニメの企画段階から関わっており、アニメ放送終了直後という異例の早さでパチンコ機を発売した。真のエンディングとなるオリジナルストーリーを演出として収録している。

## 艶華王道ダイ☆ショーグン
2009年3月18日に開催された「東京国際アニメフェア2009」のアニマブースで各メディアへの発表が行われると同時に、アニマの公式サイト内へは紹介ページが開設され、笹原和也の原案と滝川廉治の執筆による小説の連載も開始された。
「イラストレーション+フィギュア+小説+漫画+ドラマCD+アニメーション+3DCGの新☆王道メディアミックス企画作品」という触れ込みのもと、イラストレーションを山下しゅんや、アニメーションをアニマ、フィギュアをやまとがそれぞれ担当していた。特に、ヒロインの服部霧子については巨乳の才女にしてくノ一という設定からも注力されており、やまとでは山下の描き下ろしイラストを用いたおっぱいマウスパッドがフィギュアと並行して制作されたうえ、2010年3月25日に開催された「東京国際アニメフェア2010」のアニマブースでは歩行する霧子の全身を回り込むように映していく3DCGも発表されたが、同年12月31日付で笹原がアニマを退社してILCAへ移籍したことに伴って企画は終了となり、アニマの公式サイト内の紹介ページも後に消去された。